# قزل-یار (شهرستان بوزدیاکسکی، باشقیرستان)
قزل-یار (انگلیسی: Kyzyl-Yar, Buzdyaksky District, Republic of Bashkortostan) یک شهرک در شهرستان بوزدیاکسکی باشقیرستان کشور روسیه است.